# Ivan Radeljić
Ivan Radeljić (* 14. září 1980) je bývalý bosenský fotbalista a reprezentant.

## Reprezentační kariéra
Ivan Radeljić odehrál za bosenský národní tým v letech 2007–2009 celkem 10 reprezentačních utkání.

## Statistiky
| Bosna a Hercegovina | Bosna a Hercegovina | Bosna a Hercegovina |
| Roky                | Záp.                | Góly                |
| ------------------- | ------------------- | ------------------- |
| 2007                | 6                   | 0                   |
| 2008                | 3                   | 0                   |
| 2009                | 1                   | 0                   |
| Celkem              | 10                  | 0                   |